# Tellermine 35
Die Tellermine 35 war eine Panzerabwehrmine der Wehrmacht im Zweiten Weltkrieg.

## Geschichte
Die Tellermine 35 wurde 1937 als Nachfolger der Tellermine 29 in die Wehrmacht eingeführt. Sie wurde bis zum Ende des Zweiten Weltkriegs verwendet. Nachfolger war die ab 1942 eingeführte Tellermine 42.

## Funktionsweise
Die Mine, die verdeckt oder offen abgelegt wurde, löste durch Druck auf den Deckel aus. Weitere Zugzünder in der Seite und im Boden der Mine sowie Entlastungszünder waren für die Wiederaufnahmesicherung verantwortlich. Zum Auslösen der Mine war eine Last von 90 Kilogramm nötig.